# Can’t Let Go (Király Linda-dal)
A Can’t Let Go Király Linda első kislemeze második, egyelőre kiadatlan albumáról. Csak digitális letöltés formájában jelent meg Amerikában 2007. július 3-án, Magyarországon pedig 2007. augusztus 29-én. New Jerseyben vették fel, producere Rodney Jerkins. A videóklipet 2007 augusztusában vették fel, és a YouTube videómegosztó portálon is közzétették, itt promóció nélkül már több mint 1 900 000-en látták.

## Helyezések
| Slágerlista (2007)    | Legmagasabb helyezés | Listán töltött hetek |
| --------------------- | -------------------- | -------------------- |
| MAHASZ Rádiós top 40  | 4                    | 94                   |
| MAHASZ Singles top 10 | 2                    | 5                    |